# Вероника Сиромља
Вероника Алексејевна Сиромља (рус. Вероника Алексеевна Сыромля; Севастопољ, 23. јул 2004) руска и кримска је певачица. Победница прве сезоне шоуа „Глас. Више нису деца“ (2023); једна од најпознатијих певачица Крима и Севастопоља.
Познати певач и критичар Александар Лисовски назвао је Веронику Сиромљу „севастопољским славујем“.

## Биографија
Вероника Сиромља је рођена 23. јула 2004. године у Севастопољу (тада Украјина), у радничкој породици. Отац — Алексеј Алексејевич Сиромља, морнар. Мајка — Јулиа Николаевна Сиромља, радница у вртићу. Сиромља је одрасла као друго дете у породици, имала је старијег брата Андреја.
Од малена је волела да пева. Године 2015. заузела је друго место на градском вокалном дечијем такмичењу „Севастопољ у мом срцу“. Године 2016. заузела је два прва места (у категорији соло фолклора и као део ансамбла Калинка) на сверуском такмичењу „Азурни бисер“ у оквиру III летње скупштине уметности, одржане у Севастопољу. Вероника је 2018. године постала учесница пете сезоне вокалне емисије на Првом каналу „Глас. Деца". На слепој аудицији отпевала је песму „Дај ми шал“ из репертоара Људмиле Зикине (стихове је написала Маргарита Агашина 1970, а годину дана касније стихове је умузио Григориј Пономаренко). Песма је постала визит карта Веронике Сиромљи.
2018. године развила је везе са гувернером Севастопоља Дмитријем Овсјанниковом, што је касније постало предмет дискусија на интернету. У априлу 2018. Овсианников је Вероники Сиромљи поклонио бесплатну карту за Међународни дечији центар Артек. „Вероника Сиромља је прва представница Севастопоља и Крима која је стигла до финала вокалног такмичења. Њен глас је освојио срца Руса. Цео Севастопољ је навијао за Веронику.“ — рекао је Овсјанников.
2021. године ушла је у Московски државни институт за културу.
20. октобра 2023. победила је у првој емисији „Глас. Више нису деца“ у историји руске телевизије. Сиромља је извела песму „Светлост твоје љубави“.